# Petrijevci
Petrijevci är en ort i Kroatien.   Den ligger i länet Baranja, i den östra delen av landet, 200 km öster om huvudstaden Zagreb. Petrijevci ligger 89 meter över havet och antalet invånare är 2 451.
Terrängen runt Petrijevci är mycket platt. Runt Petrijevci är det ganska glesbefolkat, med 26 invånare per kvadratkilometer. Närmaste större samhälle är Osijek, 14,1 km sydost om Petrijevci. Trakten runt Petrijevci består till största delen av jordbruksmark.